# Korgebovägen
Korgebovägen, lokalt känt som Ekobyn, är en bebyggelse söder om Ljungarum i Jönköpings kommun.  Bebyggelsen klassades 2020 till 2023 som en småort, efter att tidigare, före 2018, och efter 2023 klassats som en del av tätorten Jönköping.